# Пуника
«Пу́ника» (лат. Punica) — латинская эпическая поэма, написанная Силием Италиком в I веке.

## Объём
Примерно, 12 тысяч строк в 17 книгах. Это самая длинная из сохранившихся латинских поэм времён Античности.

## Размер
Дактилический гекзаметр.

## Тема
Вторая Пуническая война и конфликт между двумя великими полководцами — Ганнибалом и Сципионом Африканским.

## История
Была заново открыта около 1416 года итальянским гуманистом и собирателем античных рукописей Поджо Браччолини, чей почерк лёг в основу латинского прямого начертания.